# Albert Lortzing
Gustav Albert Lortzing (født 23. oktober 1801 i Berlin, død 21. januar 1851 i Berlin) var en tysk komponist, librettist, skuespiller, sanger og dirigent. Han betragtes som en vigtig repræsentant for den tyske Spieloper, en form der ligner den franske opéra comique, som groede ud af Singspiel.
Lortzing var elev af Carl Friedrich Rungenhagen
i komposition; han optrådte som
skuespiller og tenorsanger i flere af
Tysklands større byer med god succes,
og blev på ansat som
kapelmester ved stadsteatrene i  Leipzig (Leipzig Stadttheater, 1844), Wien (Theater an der Wien, 1846-48) og Berlin (Friedrich-Wilhelmstädtisches Theater, 1850), hvor han døde gældsat.
Hans popularitet var imidlertid så stor at mange teatre i Tyskland foranstaltede en subskription der gav 15.000 daler til hans efterladte familie.
Bland Lortzings værker må nævnes Zar und Zimmermann (1837) og Der Wildschütz (1842), begge Singspiele. Han komponerede også en romantisk opera Undine (1845) og en revolutionær eller politisk opera Regina (1848), opkaldt efter hans kone.